# 墨西哥 (紐約州)
墨西哥（英語：Mexico）是一個位於美國紐約州奧斯威戈縣的鎮。

## 人口
根據2020年美國人口普查的數據，墨西哥的面積為121.70平方千米，當中陸地面積為119.84平方千米，而水域面積為1.86平方千米。當地共有人口5259人，而人口密度為每平方千米43人。